# Colnrade
Colnrade ist eine Gemeinde in der Samtgemeinde Harpstedt im niedersächsischen Landkreis Oldenburg.

## Geografie

### Lage
Die Gemeinde Colnrade liegt an der Hunte, einem Nebenfluss der Weser, und an der die Hunte überquerenden Kreisstraße 249.

### Gemeindegliederung – Ortsteile
1. Austen
2. Beckstedt
3. Colnrade (Kernort)
4. Holtorf
5. Ostersehlt

(Quelle:)

### Umliegende Städte und Gemeinden
|                    | Wildeshausen (9 km)                         |                     |
| Visbek (11 km)     | Kompassrose, die auf Nachbargemeinden zeigt | Bassum (17 km)      |
| Goldenstedt (5 km) | Barnstorf (13 km)                           | Twistringen (12 km) |

Die Entfernungsangaben beziehen sich auf die Entfernung in Luftlinie zwischen den jeweiligen Ortszentren.

## Geschichte

### Ortsname
Alte Bezeichnungen von Colnrade sind 1348 Coldenrhade, 1354 Rohde, um 1360 Koldenrode, 1362 Coldenrode, um 1370 Kaldenrade, 1371 Kolenrode, 1530 Koldenrade und 1575 Collenrahde. Der erste Teil des Namens „Colnrade“ wird zum Teil mit „kalt“ in Verbindung gebracht, zum Teil aber auch mit „Collen/Gollen“, eine alte Bezeichnung für die Hunte. Möglicherweise handelt es sich bei diesem Namen, um einen alten Wortstamm „koll/call“ für Wasser, dann bedeutet Colnrade so viel wie eine „Siedlung am Wasser“. Oder aber, laut Udolph entscheidend: Lage nördlich einiger Erhebungen, daher bei tief stehender Sonne im Schatten, „im Kalten“ liegend. Somit „Rodung in sonnenarmer Lage“.

### Ort und Kirche
Mittelalterliche Grundherren des Dorfs waren u. a. die Edelherren und späteren Grafen von Diepholz, von Delmenhorst und Hoya. Seit 1141 waren die Grafen von Hoya wohl die Hauptbesitzer des Ortes. Im 15. Jahrhundert setzten sich hier wieder die Grafen von Diepholz durch. 1585 fiel Colnrade an die Herrschaft der Herzöge von Braunschweig und Lüneburg und es war beim Amt Diepholz und ab 1820 beim Amt Harpstedt. Nach 1817 verlor Colnrade  seine westlich der Hunte gelegenen Gebiete an Goldenstedt und Wildeshausen im Oldenburgischen.
Eine  mittelalterliche Kirche wurde im 12. Jahrhundert als Eigenkirche der ritterlichen Familie von Claholte erbaut, 1291 verkauft, danach weitergegeben, im 16. Jh. vergrößert und Mitte des 19. Jahrhunderts einsturzgefährdet abgerissen. Es folgte ein Neubau als Saalkirche von 1858 mit einem Westturm auf dem unteren alten Turmsockel mit achteckigen spitzen Helm. Im Ort wurde seit 1529 evangelisch gepredigt. Beckstedt hatte früher eine eigene mittelalterliche Kapelle, die 1700 zur Schule umgebaut wurde. Seit 1996 ist die Kirchgemeinde mit der von Harpstedt pfarramtlich verbunden.

Aufgrund mehrerer Großbrände in Colnrade wurde 1889 die Freiwillige Feuerwehr Colnrade gegründet und 1915 das erste Spritzenhaus gebaut.

### Schule
Die älteste Urkunde über eine Kirchschule in Colnrade stammt von 1663. Diese Schule besuchten auch bis 1700 die Beckstedter Kinder, bis diese in der umgebauten alten Kapelle unterrichtet wurden und 1750 ein neues Schulhaus erhielten. 1700 erhielt auch Holtorf ein Schulgebäude. In den 1950er Jahren wurde in Colnrade eine mehrklassigen Schule mit Lehrerwohnung gebaut. Nachdem 1974 Colnrade Teil der Samtgemeinde Harpstedt ist befinden sich die Grundschule sowie die Haupt- und Realschule in Harpstedt und das Gymnasium in Wildeshausen.

### Einwohnerentwicklung
| Jahr | Einwohner | Quelle |
| ---- | --------- | ------ |
| 1885 | 740       | [ 7 ]  |
| 1910 | 849       | [ 8 ]  |
| 1925 | 849       | [ 7 ]  |
| 1933 | 848       | [ 7 ]  |
| 1939 | 828       | [ 7 ]  |
| 1950 | 14480     | [ 9 ]  |
| 1956 | 10980     | [ 9 ]  |
| 1973 | 804       | [ 10 ] |
| 1975 | 0783 ¹    | [ 11 ] |

| Jahr | Einwohner | Quelle |
| ---- | --------- | ------ |
| 1980 | 776 ¹     | [ 11 ] |
| 1985 | 802 ¹     | [ 11 ] |
| 1990 | 766 ¹     | [ 11 ] |
| 1995 | 805 ¹     | [ 11 ] |
| 2000 | 838 ¹     | [ 11 ] |
| 2005 | 853 ¹     | [ 11 ] |
| 2010 | 801 ¹     | [ 11 ] |
| 2015 | 785 ¹     | [ 11 ] |
| 2019 | 760 ¹     | [ 11 ] |

¹ jeweils zum 31. Dezember
|  |

## Politik

### Gemeinderat
Der Rat der Gemeinde Colnrade besteht aus neun Ratsmitgliedern. Dies ist die festgelegte Anzahl für die Mitgliedsgemeinde einer Samtgemeinde mit einer Einwohnerzahl zwischen 501 und 1000 Einwohnern. Die Ratsmitglieder werden durch eine Kommunalwahl für jeweils fünf Jahre gewählt. Die aktuelle Amtszeit begann am 1. November 2021 und endet am 31. Oktober 2026.
Die vergangenen Gemeinderatswahlen ergaben folgende Sitzverteilungen:
| Partei                                           | 2021    | 2016    |
| ------------------------------------------------ | ------- | ------- |
| Unparteiische Wählergemeinschaft Colnrade (UPWC) | 7       | 9       |
| Bündnis 90/Die Grünen                            | 2       | -       |
| Gesamt                                           | 9 Sitze | 9 Sitze |

### Bürgermeister
Der Gemeinderat wählte das Gemeinderatsmitglied Anne Wilkens-Lindemann (SPD) zur ehrenamtlichen Bürgermeisterin für die aktuelle Wahlperiode. Ihre Stellvertreter sind Matthias Grau und Leon Nixdorf (alle UPWC).
Liste der Bürgermeister
- 1857 – 1869: Heinrich Ostersehlt
- 1869 – 1881: Heinrich Corßen
- 1881 – 1919: Gerhard Heile
- 1919 – 1921: Heinrich Straßburg
- 1921 – 1924: Heinrich Bahrs
- 1924 – 1925: Gottfried Ostersehlt
- 1925 – 1933: Heinrich Huntemann
- 1933 – 1945: Karl Lindemann
- 1945 Mai – Juni: Wilhelm Heile (FDP)
- 1945 – 1948: Gerhard Heile
- 1948 – 1952: Dietrich Garmhausen
- 1952 – 1965: Heinrich Krumdiek
- 1965 – 1970: Heinrich Ostersehlt
- 1970 – 1976: Heinrich Straßburg
- 1976 – 1996: Werner Helms
- 1996 – 2006: Hiltraud Lindemann (anfangs parteilos, später CDU)
- 2006 – Dato: Anne Wilkens-Lindemann (SPD)

### Wappen
Die Zeichnung des Kommunalwappens der Gemeinde Colnrade stammt von dem Heraldiker Manfred Furchert. Die Gemeinde führt dieses Wappen seit 1955.
| Wappen von Colnrade | Blasonierung: „In Blau auf grünem Hügel ein silberner, stehender keilförmiger Stein mit elf schwarzen Ringen.“ |
| Wappen von Colnrade | Wappenbegründung: Als Symbol ist ein Sonnenstein gewählt. Dieser Stein stammt aus der frühen Bronzezeit und war vermutlich ein Kultgegenstand. Er wurde 1921 in Beckstedt, einem Ortsteil der Gemeinde Colnrade, entdeckt und befindet sich heute im Archäologischen Landesmuseum Schloss Gottorf in Schleswig. |

## Kultur und Sehenswürdigkeiten
Siehe Liste der Baudenkmale in Colnrade
Bauwerke

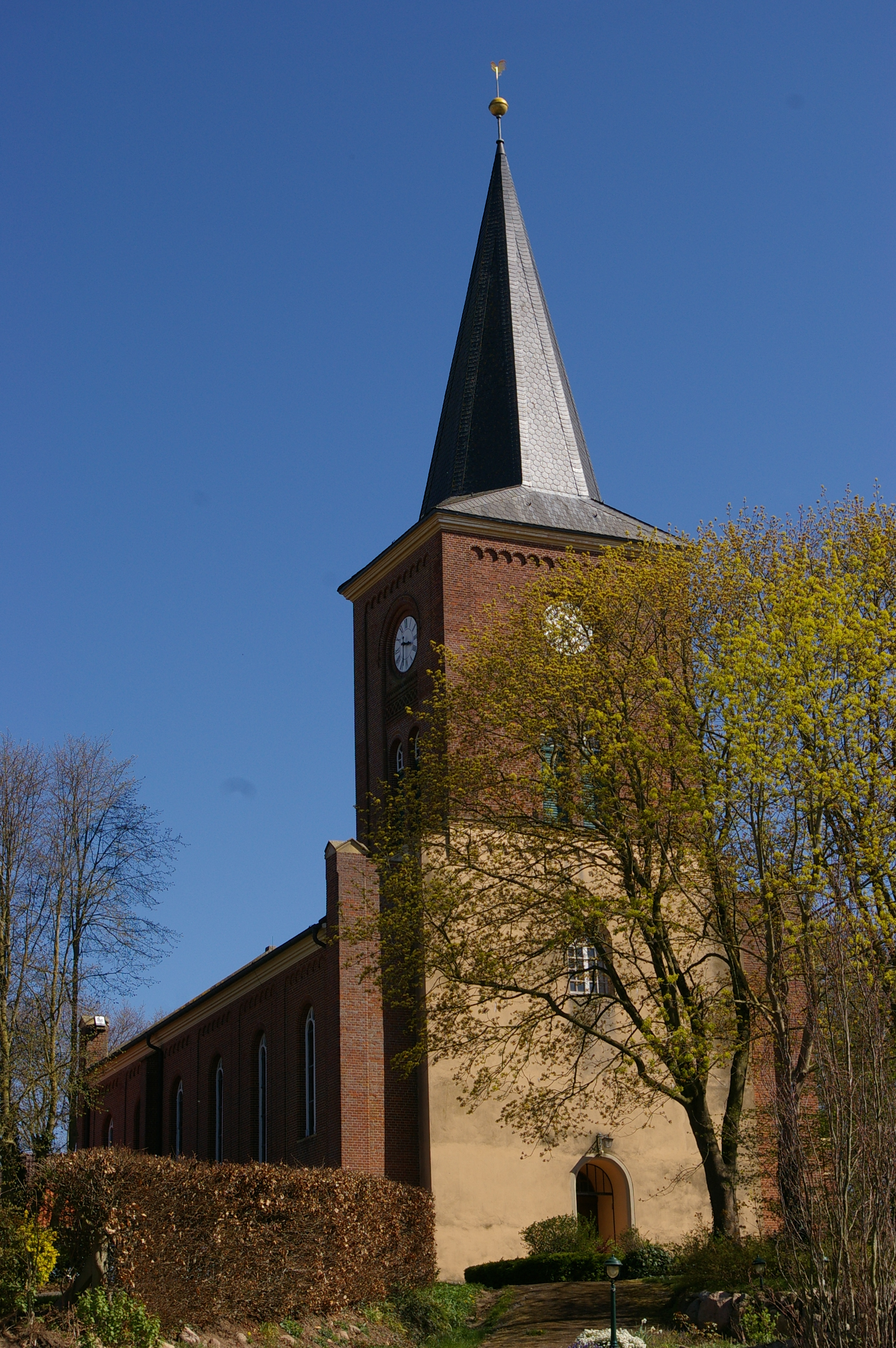
Kirche Colnrade

- St.-Marien-Kirche, Saalkirche von 1857 aus Backstein, Längswände gegliedert durch schlanke Rundbogenfenster, quadratischer Turm mit unterem Geschosse aus verputzten Bruchsteinen des mittelalterlichen Vorgängerbaus, darauf Ziegelmauerwerk und achteckiger spitzer beschieferter Helm, Ausstattung aus der Entstehungszeit
- Beachtenswerte sind u. a. einige niedersächsischen Bauern- bzw. Fachwerkhäuser als Hallenhäuser: Hauptstraße 21, Twistringer Straße 17 und das Fachwerkhaus Kirchstraße 3.

## Infrastruktur
- Dorfgemeinschaftshaus (DGH) in der ehemaligen Colnrader Schule
- DRK, Ortsgruppe Colnrade von 1968
- Fischereiverein Colnrade e. V. von 1956
- Freiwillige Feuerwehr von 1889
- Förderverein Hökermarkt Colnrade e. V.
- Heimatbund zwischen Dehmse und Hunte e. V. von 1950
- Landfrauenverein
- Schützenverein Beckstedt von 1889 e.V mit Spielmannszug
- Krieger- und Soldatenkameradschaft Colnrade
- Sportclub Colnrade 1979 e. V.
- Ultraleichtfluggelände Colnrade
- Beckstedter Jungs

## Persönlichkeiten
Personen, die mit der Gemeinde in Verbindung stehen
- Ludwig Hellner (1791–1862), Architekt, er arbeitete ab 1822 als Konsistorialbaumeister für das evangelisch-lutherische Konsistorium in Hannover, er schuf u. a. die örtliche St.-Marien-Kirche (1856–1857)
- Wilhelm Heile (1881–1969), Politiker (FVP, DDP, FDP, Niedersächsische Landespartei bzw. DP), er wohnte ab 1941 in Colnrade
- Hans Wilhelm König (1912–unbekannt), SS-Obersturmführer, war als Lagerarzt in den Konzentrationslagern KZ Auschwitz und KZ Neuengamme tätig, er arbeitete nach dem Zweiten Weltkrieg unter dem Pseudonym „Dr. med. Ernst Peltz“ im Ortsteil Holtorf als Landarzt
- Karin Rosenbaum (* 1954), brasilianisch-deutsche Bildhauerin und Grafikerin, von 2000 bis 2017 waren die Werke von ihr in zahlreichen Einzelausstellungen in Deutschland zu sehen, eine Ausstellung fand in Colnrade statt